# Vialiki Niežkaŭ
Bolsjoj Nezjkov (vitryska: Вялікі Нежкаў, ryska: Большой Нежков) är en by i Belarus.   Den ligger i voblasten Mahiljoŭs voblast, i den nordöstra delen av landet, 160 km öster om huvudstaden Minsk. Bolsjoj Nezjkov ligger 174 meter över havet och antalet invånare är 126.

## Natur och klimat
Terrängen runt Bolsjoj Nezjkov är mycket platt. Närmaste större samhälle är Bjalynіtjy, 15,4 km väster om Bolsjoj Nezjkov. 
Trakten runt Bolsjoj Nezjkov består till största delen av jordbruksmark. Runt Bolsjoj Nezjkov är det glesbefolkat, med 17 invånare per kvadratkilometer.